# Франсоа Марсо
Франсоа Северан Марсо-Дегравије (фр. François Séverin Marceau-Desgraviers; Шартр, 1. март 1769 — Алтенкирхен, 21. септембар 1796) био је француски генерал. Један је од најспособнијих и најпопуларнијих генерала Француске револуције.

## Биографија
Рођен је у Шартру 1769. године. Учествовао је у заузимању Бастиље 1789. године. У Француским револуционарним ратовима је врло брзо напредовао захваљујући умешности и храбрости у низу бојева. Дивизијски генерал постао је 1793. године. Као заменик команданта Западне армије победио је ројалисте 13. децембра 1793. године и заузео Ле Ман, а 23. децембра заједно са Клебером их је тукао у одсудној бици код Савнеа. Истакао се као командант дивизије у бици код Флериса, Алденхофена и при заузимању Кобленца. Зими 1794-5. учествовао је у блокади Мајнца на левој обали Рајне. Тукао је Аустријанце код Нојвида, заузео теснац Штромберга, али се морао повући пред надмоћнијим снагама. Дана 17. децембра поново је одбацио Аустријанце код Зулцбаха. У повлачењу француских снага према Рајни, Марсо је 16. септембра 1796. године смртно рањен у борби са знатно надмоћнијим непријатељем. Умро је неколико дана касније.